# Haplodrassus reginae
Haplodrassus reginae är en spindelart som beskrevs av Schmidt och Krause 1998. Haplodrassus reginae ingår i släktet Haplodrassus och familjen plattbuksspindlar. Inga underarter finns listade i Catalogue of Life.